# Lencloître

Lencloître este o comună în departamentul Vienne, Franța. În 2009 avea o populație de 2,448 de locuitori.